# Station Pannal
Pannal is een spoorwegstation van National Rail in Pannal, Harrogate in Engeland. Het station is eigendom van Network Rail en wordt beheerd door Northern Rail. Het station is geopend in 1849.